# Metoda Verneuila

schemat metody Verneuil'a

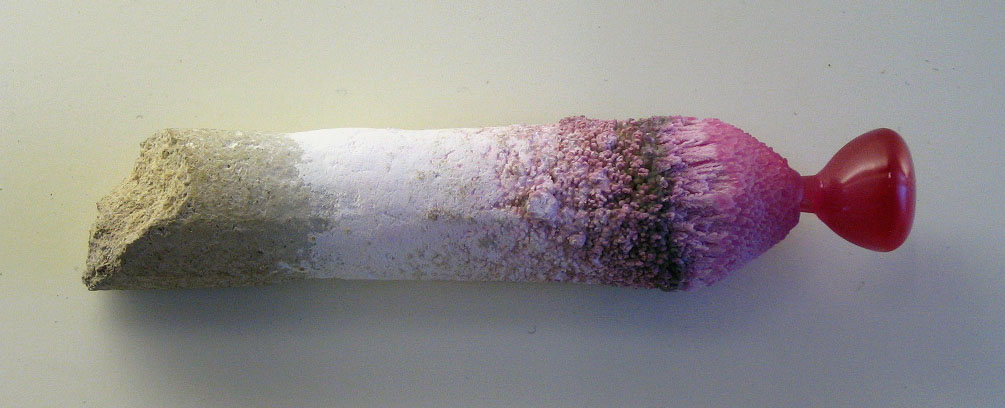
"gruszka" korundowa

Metoda Verneuila – technika otrzymywania monokryształów polegająca na topieniu silnie rozdrobnionego materiału i jego krystalizacji ze stopu. W metodzie tej pierwotnie polikrystaliczny, drobno rozmielony materiał dozowany jest cienką strużką na płomień palnika, najczęściej tlenowodorowego, gdzie ulega stopieniu, a otrzymane krople cieczy opadają na monokrystaliczny podkład, którym jest najczęściej naturalny kryształ minerału - np. rubinu.  
Wzrost dopływu tlenu powoduje wzrost temperatury i rozszerzenie podstawy kryształu. Po wytworzeniu się oczekiwanej wielkości kryształu (tzw. gruszki) następuje jego stopniowe chłodzenie i odprężanie przez wygrzewanie w wysokiej temperaturze i bardzo powolne ochładzanie. 
Różnica temperatur stopu oraz powstałego, monokrystalicznego produktu jest w tej metodzie nieznaczna, dzięki czemu budujące kryształ cząsteczki mają czas na uzyskanie uporządkowania dalekiego zasięgu, zanim temperatura cieczy spadnie poniżej punktu krystalizacji.  
W metodzie tej punkt krystalizacji powinien być nieruchomy względem palnika, a jego przemieszczenie jest najczęstszą przyczyną niepowodzenia tego procesu. Nowo powstały kryształ rośnie, więc aby punkt krystalizacji był nieruchomy, cały podkład z monokryształem musi być obniżany.
Metoda Verneuila jest ciągle udoskonalana. Wysiłek racjonalizatorów zmierza do otrzymywania kryształów o idealnych własnościach. Dotychczas tą metodą zdołano opanować syntezę monokryształów ponad stu różnych substancji. Metoda Verneuila pozwala uzyskiwać duże monokryształy o umiarkowanej jednorodności i czystości, zawierające dość często drobne wtrącenia nadtopionego substratu.
Ze względu na wrażliwość tej metody na przemieszczenie punktu krystalizacji, lepsze wyniki uzyskuje się stosując metodę Czochralskiego, mylnie nazywaną "metodą wyciągania z roztworu", gdzie punktem krystalizacji jest zawsze lustro krystalizującej cieczy.